# Augusto César Sandino
Augusto César Sandino (18 de maig de 1895 - 21 de febrer de 1934) va ser un líder de la resistència nicaragüenca contra l'exèrcit estatunidenc a Nicaragua. Després de la retirada de les forces nord-americanes, va lluitar contra el nou home fort que els estatunidencs van deixar al poder, el general Anastasio Somoza García. Fou assassinat juntament amb el seu germà per membres de la Guàrdia Nacional.

## Biografia
Sandino, de naixement Augusto Nicolás Calderón Sandino, va néixer a la vila de Niquinohomo (Departament de Masaya), fill il·legítim de Gregorio Sandino, un adinerat conreador de cafè, i Margarita Calderón, una empleada de la plantació del seu pare.
El 1904, a l'edat de 9 anys, el van enviar a viure amb la seva àvia materna. Més tard és enviat a viure amb la família del seu pare, on és forçat a treballar per a guanyar el seu hostalatge.
El juliol de 1912, amb 17 anys, presencia la sagnant intervenció de les tropes nord-americanes a Nicaragua enfront d'una revolta en contra del president Adolfo Díaz, qui tenia el suport dels Estats Units. El general Benjamín Zeledón mor en combat el 4 d'octubre d'aquest any. El jove Sandino queda impressionat amb la imatge del patriota.
El 1921 fereix de bala Dagoberto Rivas, fill d'un destacat conservador del poble, a causa d'alguns comentaris de Dagoberto sobre la seva mare. Fugint de la llei i d'una possible venjança de la família de Dagoberto, Sandino viatja a la costa pacífica de Nicaragua i més tard a Hondures, contractat en una planta de processament de sucre.
El 1923 viatja novament cap a Guatemala, on treballa en les plantacions de la United Fruit Company, i finalment a Cerro Azul, Mèxic, on és contractat per empreses petrolieres.
Durant la seva estada a Mèxic comença a prendre part en diversos grups francmaçons, antiimperialistes, anarquistes, i comunistes revolucionaris. Sandino es converteix en un fervent defensor del nacionalisme i de l'antiimperialisme, en particular en la resistència contra l'ocupació nord-americana de Nicaragua.
Després de retirar-se les tropes nord-americanes de Nicaragua l'agost de 1925 i després del venciment de la pena pel seu crim el 1926, Sandino torna a Nicaragua, on arriba el 10 de juny de 1926. Es dirigeix primer cap al seu poble natal amb la intenció d'iniciar un negoci, però el seu projecte és frustrat per Dagoberto Rivas, llavors esdevingut una important figura política.
Sandino es veu forçat a abandonar novament Niquinohomo, dirigint-se cap al nord. El país està immers en una guerra civil entre liberals i conservadors. Sandino s'incorpora a les tropes liberals. El 1927 li dona un gir a la seva lluita: ja no es tracta d'una guerra civil, sinó una lluita entre patriotes i invasors, atès que els conservadors havien demanat la intervenció dels marines nord-americans.
Amb uns 30 homes i el suport d'algunes dones camperoles, s'interna en les muntanyes del nord de Nicaragua per a lluitar contra els Infants de Marina nord-americans, fins que l'any 1933 aconsegueix expulsar-los del territori nicaragüenc.
El 21 de febrer de 1934 és assassinat a traïció conjuntament amb el seu germà Sócrates i els Generals Estrada i Umanzor. L'assassinat és planejat per la plana major de la nova Guàrdia Nacional, entrenada pels Estats Units, al capdavant de la qual hi havia el general Anastasio Somoza García.

## Llegat
D'ell pren el seu nom el Front Sandinista d'Alliberament Nacional (FSLN).